# プジョー・405
プジョー・405（Peugeot 405 ）は、フランスの自動車会社であるプジョーがかつて生産していた乗用車である。1960年デビューの404以来、17年ぶりの400番台の新型車となった。1988年のヨーロッパ・カー・オブ・ザ・イヤーを受賞している。

## 概要
305の上級移行版で、車体寸法は505（全長4,580mm×全幅1,720mm×全高1,450mm、ホイールベース2,740mm）に近い。デザインはプジョーの伝統であるピニンファリーナの手によるもので、大ヒットとなったホットハッチ205にも、同じくピニンファリーナの作品であるアルファロメオ・164にも近似した滑らかなボディラインを持つ。1988年には5ドアワゴンのブレークが追加投入された。
当初は1,400/1,600/1,900ccの直列4気筒 SOHCガソリンエンジンが中心であったが、WRCに参戦した205ターボ16の経験を取り入れた1,900ccDOHC16バルブエンジンがスポーティグレードの「MI16」に搭載された。プジョーにおいては第二次世界大戦後初となるDOHCエンジン搭載車である。サスペンションは205と同じマクファーソンストラット/トレーリングアームの組み合わせであった。
1988年に1,900ccディーゼルと1,800ccディーゼルターボが加わり、1991年には四輪駆動も設定された。1993年にはマイナーチェンジが行われ、ボディ剛性の大幅向上が図られる一方、トランクリッドの見切り線が下げられ、ダッシュボードも一新された。ガソリンエンジンは1,600/1,900ccから1,800/2,000ccに変更され、MI16のDOHCエンジンも2,000ccとなった。日本市場未導入ではあるが、MI16のDOHCエンジンにターボを装着し、4WDのドライブトレーンを組み合わせた「T16」も追加された。
1995年に後継車の406が登場した後、1997年にヨーロッパでの生産は終了したが、イランやエジプトでは2020年まで生産された。
アメリカ・カナダにも1991年頃まで輸出されていたが、この405を最後にプジョーは北米市場から撤退した。

## 日本での販売
205GTIがヒットし、ようやくプジョー車の知名度が上がりつつあった当時の日本市場において、405は戦略車種として大いに期待された。しかし日本仕様の完成は遅れ、発売は本国のデビューから2年後の1989年9月となった。当時の販売元はオースチン・ローバー・ジャパンとスズキであった。
当初のモデルはSRI(SOHC 1,904cc・120PS/6,000rpm)、豪華版のSRI-EX (アルミホイールやサンルーフを装備)、スポーツ版のMI16(DOHC 1,904cc・160PS/6,500rpm)及びそのレザー内装仕様であった。また盗難防止のため、オーディオには開閉式のカバーが設置されていた。
その後1990年10月にSRI-EXブレークと中間車種のSRI-SX、レザー内装を持つノーマル系トップモデル・グリフが登場した。マイナーチェンジによる2リッター化を経て最後まで輸入されたのはSRI-EXのセダンとワゴン、MI16・グリフであった。
プジョー＝ホットハッチという日本市場でのイメージ、1,900-2,000ccにもかかわらず3ナンバーというボディサイズ、BXより高い価格設定、初期トラブルの多さなどから販売は好調とは言い難かった。